# Епархия Комаягуа
Епархия Комаягуа (лат. Dioecesis Comayaguensis) — епархия Римско-Католической церкви с центром в городе Комаягуа, Гондурас. Епархия Комаягуа входит в митрополию Тегусигальпы. Кафедральным собором епархии Комаягуа является церковь Непорочного Зачатия Пресвятой Девы Марии.

## История
Первая епархия Комаягуа была создана на территории сегодняшнего Гондураса в 1561 году. В 1916 года эта епархия была преобразована в епархию Тегусигальпы.
13 марта 1963 года Римский папа Иоанн Павел II издал буллу «Qui Dei arcano», которой учредил епархию Комаягуа, выделив её из архиепархии Тегусигальпы.

## Ординарии епархии
- епископ Bernardino N. Mazzarella O.F.M.[1] (13.03.1963 — 30.05.1979);
- епископ Geraldo Scarpone Caporale O.F.M. (30.05.1979 — 21.05.2004);
- епископ Роберто Камиллери Аццопарди O.F.M. (21.05.2004 — 17.10.2023, до смерти);
- епископ Ángel Falzón, O.F.M. (14.05.2024 — по настоящее время).

## Источник
- Annuario Pontificio, Libreria Editrice Vaticana, Città del Vaticano, 2003, ISBN 88-209-7422-3
- Булла Qui Dei arcano, AAS 56 (1964), стр. 317  (лат.)